# باركر غريفيث
باركر غريفيث (بالإنجليزية: Parker Griffith)‏ هو عالم أورام وسياسي أمريكي، ولد في 6 أغسطس 1942 في شريفبورت في الولايات المتحدة. حزبياً، نشط في الحزب الجمهوري (22 ديسمبر 2009 – 2013) والحزب الديمقراطي. في انتخابات مجلس النواب الأمريكي 2008 ‏، انتخب عضو مجلس النواب الأمريكي عن دائرة Alabama's 5th congressional district ‏ وقد انضم خلال فترته النيابية ‏ (6 يناير 2009 – 3 يناير 2011) للكتلة البرلمانية الحزب الجمهوري وانتخب مجلس شيوخ ألاباما (3 يناير 2007 – 3 يناير 2009) وانتخب عضو مجلس النواب الأمريكي عن دائرة Alabama's 5th congressional district ‏ (3 يناير 2009 – 3 يناير 2011).